# 薩梅齊河 (索布河支流)
薩梅齊河（烏克蘭語：Самець-Річка），是烏克蘭的河流，位於該國西南部文尼察州，屬於索布河的左支流，流經海辛區，河道全長6公里，河畔城鎮有謝米里奇卡。